# Bacab Virgae
Le Bacab Virgae sono una struttura geologica della superficie di Titano.